# 芳賀景高
芳賀 景高（はが かげたか）は、室町時代後期から戦国時代にかけての武将。下野宇都宮氏の家臣。

## 出自
芳賀氏は清原氏の後裔。下野国の有力武士団・清党の棟梁で益子氏の紀党と共に紀清両党と呼ばれる。景高は戦国期芳賀氏の祖であるが、近年の研究では芳賀高益の嫡子ではない説が浮上している。また、成綱を擁立して台頭するまでに芳賀氏内部で権力抗争があったことを示唆されており、景高はその権力争いに勝利し、芳賀高益の養子になったのではないかとされている。

## 略歴
景高は宇都宮成綱が家督を継承した際に単独で成綱を擁立し筆頭重臣としての地位を獲得する。また成綱や芳賀氏に不満を抱いていた武茂氏との衝突が表面化するとこれを鎮圧する。さらには古河公方の公認を得て再服従させ、政治の権力中枢から武茂氏を没落させ、実権を掌握する。
景高は実質的なもう一人の当主として幼い主君の成綱を補佐し、優れた内政手腕で奉行人として活躍するだけでなく室町時代で没落していた宇都宮氏当主の権力強化にも大きく貢献した。
一向寺の諸公事を免除したり、当主の宇都宮成綱と連署で成高寺への寺領を寄進した。
明応6年（1497年）に没した。家督は子・高勝が継いだ。